# Norbert Gröne
Norbert Gröne (* 16. Mai 1987) ist ein slowakischer Biathlet.
Norbert Gröne vom Klub biatlonu Osrblie begann seine internationale Karriere bei den Junioren-Weltmeisterschaften 2005 in Kontiolahti. Wie auch 2007 in Martell und 2008 in Ruhpolding konnte er sich nie unter die besten 50 platzieren. Besser lief es bei Junioren-Europameisterschaften. Erstmals trat Gröne hier 2006 in Langdorf an. In keinem der Einzelrennen konnte er sich besser als Rang 50 platzieren, im Staffelrennen wurde er Zehnter. Ein Jahr später waren die besten Ergebnisse in Bansko Platz 22 im Sprint und Achter mit der Staffel. 2008 waren Platz 38 im Sprint von Nové Město na Moravě und der zehnte Platz mit der Staffel beste Resultate. Recht gute Resultate erreichte Gröne auch bei der Sommer-WM der Junioren 2007 in Otepää. Beste Ergebnisse waren ein elfter Platz im Crosslauf-Massenstart und als Fünfter in der Crosslauf-Staffel. Im Junioren-Europacup, in dem der Slowake seit 2006 unterwegs ist, war ein zweiter Staffelrang 2008 in Osrblie bestes Ergebnis.
Im Herrenbereich ist Gröne seit 2008 unterwegs. Sein erstes Rennen bestritt er im Rahmen des Biathlon-Europacup in Obertilliach und wurde 49. eines Einzels. Erste Top-Resultate erreichte der Slowake als Achter im Sprint und Siebter der Verfolgung von Bansko. Erstes Großereignis waren die Biathlon-Europameisterschaften 2009 in Ufa. Im Sprintrennen konnte er 38. werden. Das folgende Verfolgungsrennen wurde zu einem Debakel für den Slowaken: Von 20 Schüssen traf Gröne nur ganze fünf und belegte Platz 43. Im Einzel konnte er seine Schießleistungen wieder etwas stabilisieren schoss siebenmal daneben und wurde nochmals 43.